# Мојин
Мојин (мкд. Моин) је насеље у Северној Македонији, у југоисточном делу државе. Мојин је насеље у оквиру општине Ђевђелија.

## Географија
Мојин је смештен у југоисточном делу Северне Македоније, близу државне границе са Грчком (1,5 km јужно од села). Од најближег града, Ђевђелије, село је удаљено 5 km западно.
Село Мојин се налази у историјској области Бојмија. Село је у долини Коњичке реке, подно планине Кожуф, на приближно 120 метара надморске висине. 
Месна клима је измењена континентална са значајним утицајем Егејског мора (жарка лета).

## Становништво
Мојин је према последњем попису из 2002. године имао 317 становника.
Већинско становништво у насељу су етнички Македонци.
Претежна вероисповест месног становништва је православље.